# Esenbeckia scrotiformis
Esenbeckia scrotiformis är en vinruteväxtart som beskrevs av R.C. Kaastra. Esenbeckia scrotiformis ingår i släktet Esenbeckia och familjen vinruteväxter. Inga underarter finns listade i Catalogue of Life.